# 6740 Goff
6740 Goff eller 1993 GY är en asteroid i huvudbältet som upptäcktes den 14 april 1993 av det amerikanska astronom paret Eugene M. och Carolyn S. Shoemaker vid Palomar-observatoriet. Den är uppkallad efter Robert och Valerie Goff.
Asteroiden har en diameter på ungefär 6 kilometer.